# 岡田昌義
岡田 昌義（おかだ まさよし、1936年2月18日 - ）は、日本の心臓外科医。専門分野は心臓血管外科・胸部外科・レーザーと医学・補助循環法など。

## 来歴
昭和36年、兵庫県立神戸医科大学卒業。昭和41年、同大学院博士課程(外科学専攻)修了、医学博士の学位を取得。助手として、ドイツのハイデルベルク大学(外科学教室)に国費留学し、とくに、心臓血管外科学を研鑚した。その後、神戸大学医学部第二外科の講師、助教授、教授を歴任した。平成11年、神戸大学医学部教授(外科学第二講座)を定年にて退官。心筋内血管形成術に関し、1985年11月12 日に臨床例で本法単独の世界初の成功例を得た
神戸循環器クリニック院長、国際先端総合医学研究所 所長、加古川総合保健センター理事、兵庫大学教授（健康科学部）、兵庫大学健康管理センター所長、大阪府済生会中津病院顧問、新日鉄広畑病院顧問、神鋼加古川病院顧問などを歴任。
日本成人病学会、日本静脈学会、日本外科系連合学会、日本レーザー医学会、日本腹部救急医学会、日本血管内治療学会、日本医工学治療学会、日本冠動脈外科学会、日本循環器病シニア学会、日独血管外科学会などを含む国内外の学会長も歴任
明石病院院長、ドイツ外科学会名誉会員、ドイツ血管外科学会名誉会員、ハーバード大学客員教授、ハイデルベルク大学客員教授、中山医科大学客員教授、ベルリン自由大学客員教授、ドレスデン大学客員教授、大阪医科大学客員教授、日本血管内治療学会名誉理事長、日本循環器病最先端サミット学会理事長ほか

## 著作
- 「下肢静脈瘤 レーザーの正しい知識と血管内レーザーの治療法」（岡田昌義、菊地眞編）EDITEX（2013）
- 「心臓血管手術における最前線 - 解剖生理、症状、診断と外科治療」（岡田昌義著）友月書房 (2012)
- 「臨床に役立つ解剖学・生理学概要」（岡田昌義著）医学図書出版 (2004)
- 「心臓突然死の臨床 (Modern Medicine Series) 」（岡田昌義著）現代医学出版 (2006)
- 「動脈硬化症と静脈疾患―診断と治療の最前線」（岡田昌義著）医学図書出版 (2002)
- 「21世紀への人工臓器 (先端医療シリーズ (1・人工臓器)) 」（岡田昌義、安田慶秀編）先端医療技術研究所 (1998)
- 「ここまで進んだ人工臓器―21世紀へのビジョン (循環器科叢書) 」（岡田昌義編）科学評論社 (1995)